# Sargocentron rubrum
Sargocentron rubrum è un pesce osseo marino della famiglia Holocentridae.

## Distribuzione e habitat
Popola le regioni tropicali degli oceani Indiano e Pacifico. In seguito alla migrazione lessepsiana ha stabilito popolazioni nel mar Mediterraneo  sud orientale tra la Libia orientale e la Turchia meridionale. Non è presente nelle acque italiane.
Vive in una varietà di ambienti a bassa profondità tra cui barriere coralline, fondali scogliosi e anche relitti e porti. Durante la notte si sposta a qualche decina di metri di profondità.

## Descrizione
L'aspetto è quello tipico della famiglia con corpo ovale allungato, occhi grandi, una lunga e vistosa spina sull'opercolo branchiale e muso appuntito.
La colorazione è molto vivace, rosso vivo con macchie bianche sulle punte dei raggi spinosi e sulle membrane tra i raggi della pinna dorsale e sui primi raggi delle pinne ventrali e anale. I fianchi sono rossi con alcune strisce bianche longitudinali della stessa altezza delle parti rosse. La pinna caudale è incolore tranne i raggi più esterni che sono rossi.
Misura fino a 37 cm ma normalmente non supera i 30.

## Biologia
È notturno e passa le ore del giorno nascosto in grotte o crepacci, spesso in zone a forte corrente.

## Alimentazione
Si ciba soprattutto di invertebrati bentonici, soprattutto crostacei, ma cattura anche piccoli pesci.

## Riproduzione
Le uova e le larve sono pelagiche, i giovanili hanno lunghe spine sul capo.

## Acquariofilia
Viene allevato solo negli acquari pubblici.

## Pesca
Occasionale e di scarsissimo interesse.

## Pericoli per l'uomo
Le spine opercolari sono debolmente velenose.